# Claudia Schubert (Juristin)
Claudia Schubert (* 26. Oktober 1976 in Suhl) ist eine deutsche Rechtswissenschaftlerin und Professorin an der Universität Hamburg. Sie ist geschäftsführende Direktorin des Instituts für Arbeitsrecht Berlin und Bochum.

## Leben
Ab 1995 studierte Schubert mit einem Stipendium der Studienstiftung des deutschen Volkes Rechtswissenschaft an der Friedrich-Schiller-Universität Jena. Im Jahre 2000 legte sie ihre erste juristische Staatsprüfung ab. Von 2003 bis 2005 absolvierte sie ihr Referendariat am Kammergericht in Berlin, welches sie 2005 mit der zweiten juristischen Staatsprüfung abschloss. Von 2000 bis 2003 war sie wissenschaftliche Mitarbeiterin bei Hartmut Oetker in Jena. Dort erfolgte im Jahre 2003 ihre Promotion, welche mit dem Promotionspreis der Friedrich-Schiller-Universität Jena ausgezeichnet wurde. Von 2005 bis 2011 war sie ebenso bei Hartmut Oetker wissenschaftliche Mitarbeiterin an der Christian-Albrechts-Universität zu Kiel. 2010 erfolgte ihre Habilitation und sie erhielt die Lehrbefugnis für die Fächer Bürgerliches Recht, Arbeitsrecht, Handels- und Gesellschaftsrecht und Rechtsvergleichung. 2011 folgte Schubert einem Ruf der Freien Universität Berlin auf eine Professur für Bürgerliches Recht und Arbeitsrecht. Ab Mai 2014 war sie Inhaberin des Lehrstuhls für Bürgerliches Recht, Arbeitsrecht, Handels- und Gesellschaftsrecht und Rechtsvergleichung an der Ruhr-Universität Bochum. Im Oktober 2018 wurde Schubert Professorin am Lehrstuhl für Bürgerliches Recht, Arbeitsrecht, Gesellschaftsrecht und Rechtsvergleichung der Universität Hamburg. Bereits während ihrer Tätigkeit in Berlin gründete Schubert das Institut für Arbeitsrecht Berlin, welches seit ihrem Wechsel nach Bochum den Namen Institut für Arbeitsrecht Berlin und Bochum trägt.